# Фундао
Острво Фундао је вјештачко острво у Гуанабара заливу, у граду Рио де Жанеиро. На мјесту данашњег острва, постојао је архипелаг малих острваца, на којима је насипањем земље настао Фундао. Острво је настајало 50 година.
На острву се налази сједиште највећег универзитета у Бразилу, Федералног Универзитета Рио де Жанеира (UFRJ), чији се један од кампуса, такође налази на овом острву и практично заузима цијело острво.